# Каминия (Лемнос)
Ками́ния (греч. Καμίνια) — село в Греции. Административно относится к общине Лемнос в периферийной единице Лемнос в периферии Северные Эгейские острова. Расположено на высоте 57 м над уровнем моря, на восточном побережье острова Лемнос, к востоку от Мудроса, у мыса Вороскопос. Население 234 человека по переписи 2011 года.

## История
В 1885 году около села Каминия археологами Жоржем Кузеном (Georges Cousin; 1860—1907) и Феликсом Дюррбахом (Félix Dürrbach; 1859—1931), членами Французской археологической школы в Афинах найдена Лемносская стела (ныне в Национальном археологическом музее в Афинах) с надписью на лемносском языке, близком к этрусскому. Язык включается в гипотетическую тирренскую семью.

## Сообщество Каминия
Сообщество Каминия (Κοινότητα Καμινίων) создано в 1918 году (ΦΕΚ 116Α). В сообщество Каминия входит деревня Вороскопос. Население 243 человека по переписи 2011 года. Площадь 12,661 км².
| Населённый пункт | Население (2011), человек |
| ---------------- | ------------------------- |
| Вороскопос       | 9                         |
| Каминия          | 234                       |

## Население
| Год  | Население, человек |
| ---- | ------------------ |
| 1991 | 315                |
| 2001 | 288                |
| 2011 | ↘ 234              |